# A Thousand Suns
„A Thousand Suns“ е четвъртият албум на Линкин Парк. На 2 август 2010 е излъчена песента „The Catalyst“ по американското радио. Албумът е копродукция на Рик Рубин и вокалиста на Linkin Park – Майк Шинода, които преди са работили заедно по продуцирането на Minutes to Midnight (2007). Албумът излиза на 10 септември 2010 г. в Германия, Австрия и Швейцария, а на 13 септември 2010 г. – в САЩ, и е изпълняван в американското турне на Линкин Парк през 2011 г.
„A Thousand Suns“ е концептуален албум, който се занимава с човешките страхове, като ядрена война и др. Бандата признава, че албумът е драстично отклонение от предишните им произведения и експериментира с различни, нови звуци. „Идеята на този запис е да слее човешките идеи с технологията [...] човешките страхове, от това какво ще се случи на света, и музиката във вид на препраткa за това“, казва Майк Шинода в интервю за MTV.

## Песни от албума
1. „The Requiem“
2. „The Radiance“
3. „Burning in the Skies“
4. „Empty Spaces“
5. „When They Come for Me“
6. „Robot Boy“
7. „Jornada del Muerto“
8. „Waiting for the End“
9. „Blackout“
10. „Wretches and Kings“
11. „Wisdom, Justice, and Love“
12. „Iridescent“
13. „Fallout“
14. „The Catalyst“
15. „The Messenger“